# Dao, Capiz
Dao là một đô thị hạng 4 ở tỉnh Capiz, Philippines. Theo điều tra dân số năm 2000 của Philipin, đô thị này có dân số 30.623 người trong 5.921 hộ.

## Các đơn vị hành chính
Dao được chia thành 20 barangay.
| - Aganan - Agtambi - Agtanguay - Balucuan - Bita - Centro - Daplas - Duyoc - Ilas Sur - Lacaron | - Malonoy - Manhoy - Mapulang Bato - Matagnop - Nasunogan - Poblacion Ilawod - Poblacion Ilaya - Quinabcaban - Quinayuya - San Agustin (Ilas Norte) |